# Порторико на Светском првенству у атлетици на отвореном 2013.
Порторико је на Светском првенству у атлетици на отвореном 2013. одржаном у Москви од 10. до 18. августа учествовао четрнаести пут, односно учествовао је на свим првенствима до данас . Репрезентацију Порторика представљало је 4 атлетичара (3 мушкарца и 1 жена), који су се такмичили у 3 атлетске дисциплине.
На овом првенству Порторико није освојио ниједну медаљу. Није било нових националних рекорда нити нових личних али је остварен један најбољи резултат сезоне.У табели успешности према броју и пласману такмичара који су учествовали у финалним такмичењима (првих 8 такмичара) Порторико је са 1 учесником у финалу делио 50. место са освојена 3 бода.
| Плас. | Земља     | 1. место | 2. место | 3. место | 4. место | 5. место | 6. место | 7. место | 8. место | Бр. финал. | Бод. |
| ----- | --------- | -------- | -------- | -------- | -------- | -------- | -------- | -------- | -------- | ---------- | ---- |
| =50.  | Порторико | 0        | 0        | 0        | 0        | 0        | 1        | 0        | 0        | 1          | 3    |

## Учесници
| Мушкарци: - Wesley Vázquez — 800 м - Ерик Алехандро — 400 м препоне - Хавијер Кулсон — 400 м препоне | Жене: - Беверли Рамос — 3.000 м препреке |  |

## Резултати

### Мушкарци
Тркачке дисциплине
| Атлетичар      | Дисциплина    | Лични рекорд | Група    | Група      | Полуфинале           | Полуфинале           | Финале               | Финале       | Детаљи |
| Атлетичар      | Дисциплина    | Лични рекорд | Резултат | Место      | Резултат             | Место                | Резултат             | Место        | Детаљи |
| -------------- | ------------- | ------------ | -------- | ---------- | -------------------- | -------------------- | -------------------- | ------------ | ------ |
| Wesley Vázquez | 800 м         | 1:45,29      | 1:50,60  | 7. у гр. 6 | Није се квалификовао | Није се квалификовао | Није се квалификовао | 41 / 47 (49) |        |
| Ерик Алехандро | 400 м препоне | 49,15        | 49,79 КВ | 4. у гр. 5 | 49,44 ЛРС            | 7. у гр. 3           | Није се квалификовао | 17 / 33 (41) |        |
| Хавијер Кулсон | 400 м препоне | 47,72 НР     | 49,91 КВ | 2. у гр. 2 | 48,42 КВ             | 2. у гр. 1           | 48,38                | 6 / 33 (41)  |        |

### Жене
| Атлетичарка   | Дисциплина       | Лични рекорд | Група    | Група      | Полуфинале | Полуфинале | Финале                | Финале       | Детаљи |
| Атлетичарка   | Дисциплина       | Лични рекорд | Резултат | Место      | Резултат   | Место      | Резултат              | Место        | Детаљи |
| ------------- | ---------------- | ------------ | -------- | ---------- | ---------- | ---------- | --------------------- | ------------ | ------ |
| Беверли Рамос | 3.000 м препреке | 8:59,90      | 9:49,60  | 7. у гр. 1 |            |            | Није се квалификовала | 21 / 27 (29) |        |